# Playa de Noiva
La Playa de Noiva es una de las playas que pertenecen a la ciudad de Vigo, está situada en la parroquia de Sayanes.

## Características
La pequeña cala de noiva ("novia" en castellano), está formada por rocas y arenas y se localiza a continuación de la posterior playa de Fortiñón. Se encuentra bordeada por retazos de vegetación y viviendas. Un muro de contención en piedra, protege este refugio, frecuentado por nudistas.

## Servicios
Papeleras en el acantilado.

## Accesos
Acceso peatonal fácil desde la anterior playa de Fortiñón, siguiendo un paseo costero de breve recorrido.
El autobús urbano de Vitrasa que presta servicios a esta playa es la línea L-10 y el interurbano es la línea Vigo-Bayona.

## Otros
Vistas sobre las islas Cíes y puestas de sol en el mar. A poniente se contempla la península de Monteferro.